# فهرست قسمت‌های ۱۳ دلیل برای اینکه
۱۳ دلیل برای اینکه یک سریال اینترنتی آمریکایی در ژانر درام نوجوانانه و معمایی است. فیلم‌نامه این سریال توسط برایان یورکی بر اساس رمانی به همین نام نوشته جی اشر که در سال ۲۰۰۷ منتشر شد به رشته تحریر درآمده‌است. ۱۳ دلیل برای اینکه از محصولات اورجینال نت‌فلیکس محسوب می‌شود و توسط همین شرکت ساخته و توزیع شده‌است تهیه‌کنندگی سریال توسط سلنا گومز و توماس مک‌کارتی انجام شده‌است و خود مک‌کارتی تعدادی از اپیزودهای سریال از جمله اپیزود اول و دوم را کارگردانی کرده‌است. داستان سریال دربارهٔ دختر نوجوانی به نام هانا بیکر است که پیش از خودکشی دلخراش خود، ۱۳ نوار کاست ضبط کرده و در هرکدام از آن‌ها یکی از دلایل خود برای خودکشی را شرح می‌دهد.
تمامی فصل‌های سریال شامل شامل ۱۳ قسمت هستند. فصل اول سریال در تاریخ ۳۱ مارس ۲۰۱۷ توسط نت‌فلیکس پخش شد. فصل دوم سریال نیز در تاریخ ۱۸ مه ۲۰۱۸ به صورت جهانی، در دسترس عموم قرار گرفت. در ژوئن ۲۰۱۸، نت‌فلیکس رسماً سریال را برای فصل سوم تمدید کرد. فصل سوم سریال در ۲۳ اوت ۲۰۱۹ پخش شد. نت‌فلیکس در همین ماه اعلام کرد که سریال با پخش فصل چهارم و پایانی به اتمام خواهد رسید. فصل چهارم و پایانی سریال در تاریخ ۵ ژوئن ۲۰۲۰ در ده قسمت از نت‌فلیکس پخش شد.

## نگاه کلی
| فصل | قسمت‌ها | قسمت‌ها | تاریخ اصلی پخش | تاریخ اصلی پخش |
| --- | ------ | ------ | -------------- | -------------- |
| ۱   | ۱۳     | ۱۳     | ۳۱ مارس ۲۰۱۷   | ۳۱ مارس ۲۰۱۷   |
| ۲   | ۱۳     | ۱۳     | ۱۸ مه ۲۰۱۸     | ۱۸ مه ۲۰۱۸     |
| ۳   | ۱۳     | ۱۳     | ۲۱ اوت ۲۰۱۹    | ۲۱ اوت ۲۰۱۹    |
| ۴   | ۱۰     | ۱۰     | ۵ ژوئن ۲۰۲۰    | ۵ ژوئن ۲۰۲۰    |

## فصل‌ها و قسمت‌ها

### فصل اول (۲۰۱۷)
| شم. کلی | شم. در فصل | عنوان                | کارگردان           | نویسنده           | تاریخ انتشار اصلی |
| ------- | ---------- | -------------------- | ------------------ | ----------------- | ----------------- |
| ۱       | ۱          | «نوار اول-بخش اول»   | توماس مک‌کارتی      | برایان یورکی      | ۳۱ مارس ۲۰۱۷      |
| ۲       | ۲          | «نوار اول-بخش دوم»   | توماس مک‌کارتی      | برایان یورکی      | ۳۱ مارس ۲۰۱۷      |
| ۳       | ۳          | «نوار دوم-بخش اول»   | هلن شیور           | دایانا سان        | ۳۱ مارس ۲۰۱۷      |
| ۴       | ۴          | «نوار دوم -بخش دوم»  | هلن شیور           | تامس هیگینز       | ۳۱ مارس ۲۰۱۷      |
| ۵       | ۵          | «نوار سوم-بخش اول»   | کایل پاتریک آلوارز | جولیا بیکنل       | ۳۱ مارس ۲۰۱۷      |
| ۶       | ۶          | «نوار سوم-بخش دوم»   | کایل پاتریک آلاوز  | نیک شف            | ۳۱ مارس ۲۰۱۷      |
| ۷       | ۷          | «نوار چهارم-بخش اول» | گرگ آراکی          | الیزابت بنجامین   | ۳۱ مارس ۲۰۱۷      |
| ۸       | ۸          | «نوار چهارم-بخش دوم» | گرگ آراکی          | کرک مور           | ۳۱ مارس ۲۰۱۷      |
| ۹       | ۹          | «نوار پنجم-بخش اول»  | کارل فرانکلین      | هیلی تایلر        | ۳۱ مارس ۲۰۱۷      |
| ۱۰      | ۱۰         | «نوار پنجم-بخش دوم»  | کارل فرانکلین      | ناتان لوئیس جکسون | ۳۱ مارس ۲۰۱۷      |
| ۱۱      | ۱۱         | «نوار ششم-بخش اول»   | جسیکا یو           | دایانا سان        | ۳۱ مارس ۲۰۱۷      |
| ۱۲      | ۱۲         | «نوار ششم-بخش دوم»   | جسیکا یو           | الیزابت بنجامین   | ۳۱ مارس ۲۰۱۷      |
| ۱۳      | ۱۳         | «نوار هفتم-بخش اول»  | کایل پاتریک آلوارز | برایان یورکی      | ۳۱ مارس ۲۰۱۷      |

### فصل دوم (۲۰۱۸)
| شم. کلی | شم. در فصل | عنوان                       | کارگردان           | نویسنده                     | تاریخ پخش اصلی |
| --- | ---------- | --------------------------- | ------------------ | --------------------------- | -------------- |
| ۱۴ | ۱          | «اولین پلاروید»             | گرگ آراکی          | برایان یورکی                | ۱۸ مه ۲۰۱۸     |
| پنج ماه از خودکشی از هانا بیکر گذشته‌است. خانواده هانا بعد از گوش دادن به نوارها و پی بردن به اتفاقاتی که برای هانا افتاده تصمیم به شکایت کردن از مدرسه می‌گیرند و این باعث می‌شود تا پای تمامی افرادی که هانا در نوارها از آن‌ها نام برده، از جمله خود کلی به ماجرا باز شود. در این بین بعضی از موارد هنوز برای خود الیویا بیکر روشن نیست، از جمله اینکه او نمی‌داند دختری که در نوار نهم از او نام برده می‌شود (جسیکا دیویس) کیست. همچنین جاستین فولی مدتی است که ناپدید شده و کسی از او خبری ندارد. در این بین کلی که گمان می‌کند تلاش‌هایش فایده ای جز شکت نداشته، سعی در فراموش کردن گذشته دارد و رابطه جدید را با اسکای آغاز کرده‌است اما برخلاف تظاهرهای کلی، زندگی برای او به حالت عادی بازنگشته است. کلی هنوز توهمات عجیبی دربارهٔ هانا می‌بیند که روز به روز نیز بیشتر می‌شوند و این مسئله رابطه اش با اسکای را نیز دچار مشکل کرده‌است. همچنین در این قسمت مشخص می‌شود که الکس از خودکشی نافرجام خود جان سالم به در برده‌است. با این حال او حافظه خود را از دست داده و به خاطر خودکشی و آسیب دیدن سرش، در راه رفتن نیز دچار مشکل شده‌است. بازگشت الکس به دبیرستان و مواجه او با جسیکا و دیگر بچه‌ها جو تازه ای را بر دبیرستان حاکم می‌کند. کلی در دبیرستان با چالش جدیدی مواجه می‌شود، او هنگام بازکردن کمدش عکسی را پیدا می کن که با دوربین‌های پلاروید گرفته شده‌است و تصویر پسر و دختری مست در آن به چشم می‌خورد. در پشت عکس نوشته شده‌است: «هانا اولین نفر نبود.»، اما این نوشته معنی چندانی برای کلی ندارد. کوین پورتر که بعد از گوش دادن به نوارها، با تمام تلاش خود سعی بر کمک کردن به بچه‌ها و اشتباهات خود دارد به سراغ برایس رفته و او را تهدید می‌کند. هم‌زمان جلسه اول دادگاه تشکیل می‌شود. تایلر به عنوان شاهد به جایگاه فراخوانده شده و او تمامی حقایق را دربارهٔ وضع بد دبیرستان و البته اشتباهاتش خود را در دادگاه اعتراف می‌کند.                                                  |            |                             |                    |                             |                |
| ۱۵ | ۲          | «بوسیدن دو دختر»            | گرگ آراکی          | تامس هیگینز                 | ۱۸ مه ۲۰۱۸     |
| کلی سعی می‌کند بر توهماتش دربارهٔ هانا غلبه کند و برای همین هم رابطه اش با اسکای را گسترش می‌دهد اما راه فراری برای خلاص شدن از دست هانا نیست. کلی هنگام نزدیکی با اسکای مدام صورت و چهره هانا را می‌بیند و اسکای که متوجه این موضوع شده‌است کلی را ترک می‌کند. کلی دنبال او می‌رود اما تلاشش برای بازگرداندن او فایده ای ندارد. شخصی ناشناس تایلر؛ الکس و سپس جسیکا را تهدید می‌کند که نباید واقعیت را در دادگاه بر زبان آورند. کلی سعی در پیدا کردن اطلاعات بیش تر دربارهٔ عکس پلاروید دارد اما راه به جایی نمی‌برد. کورتنی کریمسن به دادگاه احضار می‌شود تا پاسخگوی سوالات باشد. او از طرفی سعی در تکذیب کردن همجنس‌گرا بودن خودش دارد و از سوی دیگر می‌خواهد تصویر خوبی از هانا ارائه بدهد که همین دوگانگی موجب می‌شود او حرف‌های دو پهلویی بر زبان بیاورد که به ضرر هانا نیز هستند. در این بین اوضاع برای کلی اصلاً خوب پیش نمی‌رود. بعد از دعوایی که بین او و اسکای اتفاق می‌افتد، کلی به دنبال او می‌رود اما متوجه می‌شود حال اسکای بد شده و به بیمارستان منتقل شده‌است. |            |                             |                    |                             |                |
| ۱۶ | ۳          | «هرزه مست»                  | کارن مونکریف       | مریسا جو سارا               | ۱۸ مه ۲۰۱۸     |
| تلاش کلی برای چی بردن به اوضاع و احوال اسکای ثمری ندارد و او به ناچار به خانه بازمی‌گردد. در راه بازگشت به خانه فردی ناشناس به کلی حمله می‌کند و او را از جاده منحرف می‌کند، در نتیجه کلی با دوچرخه تصادف کرده و آسیب جزئی می‌بیند. روز بعد کلی برای دیدن اسکای به بیمارستان می‌رود اما اسکای می‌گوید رابطه آن‌ها نمی‌تواند ادامه داشته باشد و باید آن را قطع کنند. کلی ناراحت و سرخورده از هر زمانی دیگری به دبیرستان می‌رود، جایی که الکس و جسیکا به او می‌گویند توسط فردی ناشناس مورد تهدید قرار گرفته شده‌اند. کلی هم قضیه حمله به خودش را تعریف می‌کنند. هر سه آنها گمان می‌کنند که این کارها به برایس ارتباط داشته باشد. جسیکا به دادگاه احضار می‌شود. او تقریباً تمامی داستان را به غیر از داستان تجاوز برایس به خودش، تعریف می‌کند. اظهارات او باعث می‌شود تا کلی به زوایای پنهان زندگی هانا آشنا شود. کلی که می‌بیند دادگاه به نفع هانا پیش نمی‌رود تصمیم می‌گیرد جاستین را که پنج ماه است ناپدید شده پیدا کند، زیرا جاستین می‌تواند شهادت داده برگ برنده را به آن‌ها بدهد. برای همین سراغ تونی می‌رود. جستجوی بعدی آن‌ها را به محله چینی‌ها می‌رساند، جایی که آن‌ها جاستین را در گوشه پیدا می‌کنند در حالی که اصلاً حال و روز خوبی ندارد. جاستین از دست کلی و تونی فرار می‌کند اما بعد از اینکه کلی به او می‌گوید که جسیکا خواهان بازگشت اوست، جاستین با آن‌ها می‌رود. از آن جا که جاستین نمی‌خواهد به خانه مادر معتاد خود بازگردد، کلی او را با خود به خانه می‌برد. جاستین شب را در خانه کلی سپری می‌کند تا بتوانند فردا دربارهٔ مسائل مهم تصمیم بگیرند. |            |                             |                    |                             |                |
| ۱۷ | ۴          | «دومین پلاروید»             | کارن مونکریف       | هیلی تایلر                  | ۱۸ مه ۲۰۱۸     |
| کلی متوجه می‌شود که جاستین به هروئین معتاد است و این آغاز دردسرهای جدید برای اوست. از آنجا که شهادت جاستین به خاطر معتاد بودنش می‌تواند فاقد ارزش باشد، کلی تصمیم می‌گیرد مواد جاستین را دور انداخته و او ترک دهد. تصمیمی که ابتدا مخالفت تند جاستین را در پی دارد اما او بالاخره راضی می‌شود این کار را برای جسیکا هم که شده انجام دهد اما مشکل اینجاست که جسیکا اصلاً دوست ندارد جاستین را ببیند و کلی می‌داند که اگر جاستین متوجه این موضوع شود، نقشه‌هایش را بهم می‌ریزد این مسئله را از او پنهان می‌کند. همزمان گروهی از مردم که با دیدن مصاحبه اولیویا بیکر، با ابعاد ناشناخته ای از زندگی هانا آشنا شده‌اند، جلوی دادگاه تظاهرات کرده و خواستار اجرای عدالت برای هانا می‌شوند. مارکوس کول به دادگاه احضار می‌شود و تا آنجا که توان دارد دربارهٔ هانا دروغ می‌گوید و حقیقت را انکار می‌کند. البته مارکوس نمی‌تواند قصر در برود. تایلر که مارکوس به خاطر گفتن دروغ‌هایش مستحق مجازات می‌داند با همکاری پسر دیوانه ای بنام سایروس جلوی چشم تمامی مدرسه به او و ماشینش رنگ پاشیده و تحقیرش می‌کنند. الکس و جسیکا که هردو در حال فرار از گذشته خویش هستند؛ سعی می‌کنند با یکدیگر به جنگ این امر غیرممکن بروند اما به سرانجام مشخصی دست پیدا می‌کنند. همزمان کلی در دبیرستان با چالش‌های دیگری مواجه می‌شود. او بازهم در کمدش عکس دیگری پیدا می‌کند که در آن نشان می‌دهد برایس در حال تجاوز به یک دختر بیهوش است. کلی به هیچ عنوان نمی‌داند چه کسی این عکس‌ها را برایش ارسال می‌کند و مهمتر از آن هدفش از این کارها چیست، برای همین تصمیم می‌گیرد این قضیه را جدی پیگیری کند. از طرف دیگر الکس که حال و روز خوشی ندارد به کلی اصرار می‌کند که نوارهای هانا را به او بدهد. کلی ابتدا قبول نمی‌کند اما سرانجام تسلیم شده و فایل‌های صوتی حاوی نوارهای هانا را برای او ایمیل می‌کند. |            |                             |                    |                             |                |
| ۱۸ | ۵          | «ماشین گچ»                  | الیزا هیتمن        | نیک شف                      | ۱۸ مه ۲۰۱۸     |
| این بار نوبت کوین پورتر است که توسط شخص ناشناسی مورد تهدید قرار بگیرد تا در دادگاه حرفی نزدند اما پورتر چندان این تهدید را جدی نمی‌گیرد. رایان به دادگاه احضار می‌شود و صادقانه جواب‌های سؤال‌ها را می‌دهد و سعی می‌کند تا از هانا دفاع کند. جاستین از حبس ماندن در خانه کلافه است، اصرار می‌کند که بیرون برود تا کمی هوا بخورد. پیشنهادی که ابتدا با مخالفت سخت تونی مواجه می‌شود اما سرانجام او می‌پذیرد. اما همین گردش کوتاه کافی است تا یکی از بچه‌های دبیرستان جاستین را دیده و خبر بازگشتش در دبیرستان بپیچید. کلی همچنان در پی پیدا کردن اطلاعات دربارهٔ عکس‌ها به این طرف و آن طرف سرک می‌کشد. جسیکا همچنان سعی می‌کند با رفتن به کلاس‌های مشاوره از ضربه روحی حاصل از تجاوز خود فرار کند اما موفق به این کار نمی‌شود. همزمان پورتر که به خاطر اتفاقات پیش آمده برای هانا دچار عذاب وجدان شدیدی شده به خانه والدین بچه‌هایی می‌رود که اسمشان در نوارها گفته شده و با آن‌ها حرف می‌زند. او در این راستان به خانه مادر معتاد جاستین می‌رود اما اوضاع خوب پیش نمی‌رود. پورتر در آنجا با یک تهیه‌کننده مواد درگیر شده و سپس توسط پلیس دستگیر می‌شود. |            |                             |                    |                             |                |
| ۱۹ | ۶          | «لبخند زدن در انتهای اسکله» | الیزابت هیتمن      | جولیا بیکنل                 | ۱۸ مه ۲۰۱۸     |
| زک دمسی به دادگاه احضار می‌شود. او سعی می‌کند حقایق را بر زبان آورد و از هانا دفاع کند اما سخنان او بخشی از خاطرات ناگفته هانا را فاش می‌کند که بیشتر از همه کلی را عصبانی می‌کند. زک اعتراف می‌کند که در طول یک تابستان با هانا وارد رابطه شده بوده‌است و حتی ارتباط جنسی نیز برقرار کرده. کلی که نمی‌خواهد گفته‌های زک را قبول کند، خشمش را بر سر او خالی می‌کند اما زک می‌گوید تمام حرف‌هایش واقعیت دارد. اوضاع برای کلی بدتر هم می‌شود. جاستین به دبیرستان بازمی‌گردد و مواجه دوباره او با جسیکا و سپس برایس لحظات پرتنشی را خلق می‌کند. همزمان پدر و مادر کلی که از قضیه جاستین با خبر شده‌اند از کلی توضیح می‌خواهند. کلی آن‌ها را قانع می‌کند که بهتر است جاستین مدتی در خانه آن‌ها بماند تا بتواند شهادت بدهد. سپس جاستین با کلی می‌گوید هنگامی که ظهر در خانه تنها بوده یک نفر به زور وارد خانه شده و دنبال چیزی می‌گشته‌است. اپیزود در حالی که پایان می‌یابد که زک خشمگین از گذشته خود، با یک چوب بیسبال خشم خود را بر سر کمدش خالی می‌کند. |            |                             |                    |                             |                |
| ۲۰ | ۷          | «سومین پلاروید»             | مایکل موریس        | برایان یورکی                | ۱۸ مه ۲۰۱۸     |
| تولد الکس است و بچه‌ها سعی می‌کنند از این فرصت استفاده کرده تا کمی از فضای پر از غم روزمره خود خارج شوند اما جشن تولد الکس خراب می‌شود و به خوبی ییش نمی‌رود. کلی عکس سوم را هم از سوی فرد ناشناس دریافت می‌کند اما این تمام مشکلات او نیست. کلی به دادگاه احضار می‌شود. سعی می‌کند حقیقت را بر زبان بیاورد اما رشته کلامش را گم می‌کند و سوال‌های بی جای وکیل مدافع باعث می‌شود او عصبانی شده و صحبت‌هایش نتیجه ای نداشته باشد. کلی خشمگین و ناامید از اجرا عدالت به خانه بازمی‌گردد و تصمیم می‌گیرد عدالت را به شیوه خودش اجرا کند و برای همین هم نوارها را به صورت ناشناس بر روی اینترنت پخش می‌کند. |            |                             |                    |                             |                |
| ۲۱ | ۸          | «دختر کوچک»                 | مایکل موریس        | فلیشیا مری                  | ۱۸ مه ۲۰۱۸     |
| نتیجه کار کلی بیش از تصور اوست. دبیرستان به هم می‌ریزد. نوارها بین دانش آموزان دست به دست می‌چرخد و آنها با واقعیت زندگی هانا آشنا می‌شود. پخش شدن نوارها باعث می‌شود تا جاستین، الکس و جسیکا با موقعیت‌های سختی مواجه شوند اما هیچ‌کس به اندازه برایس ضرر نمی‌کند. بچه‌های دبیرستان بر روی کمدش با اسپری کلمه «متجاوز» را حک می‌کنند و برایس از یک چهره مجبوب به شخصی منفور در دبیرستان تبدیل می‌شود. شایعات حتی کلویی، دوست دختر برایس را نیز تحت تأثیر قرار می‌دهد. همزمان سایروس موفق به هک کردن اکانت آی کلود زک می‌شود و در آن فیلمی پیدا می‌کند که مارکوس کول را در حال ارتباط با یک رقاص لخت نشان می‌دهد. سایروس و تایلر تصمیم می‌گیرند حال مارکوس را جا بیاورند و برای همین او را تهدید می‌کنند که در سخنرانی اش برایس را متجاوز صدا کند وگرنه آنها را فیلم را بر روی اینترنت پخش خواهند کرد. مارکوس که حسابی ترسیده این کار را می‌کند. اوضاع برای برایس به هم ریخته تر از قبل می‌شود. جاستین که حال و روز خوشی ندارد در مصرف مواد زیاده روی می‌کند و الکس او را که فاصله چندانی با مرگ ندارد نجات می‌دهد. جاستین که به اجرای عدالت برای هانا امیدوار نیست و از طرف جسیکا هم طرد شده تصمیم می‌گیرد به خانه و نزد مادر معتادش بازگردد. |            |                             |                    |                             |                |
| ۲۲ | ۹          | «صفحه گمشده»                | کت کندلر           | روهیت کومار                 | ۱۸ مه ۲۰۱۸     |
| کوین پورتر به دادگاه احضار می‌شود. او صادقانه تمام چیزهایی را می‌داند بر زبان میاورد و در حالی که احساساتی شده از اولویا بیکر عذرخواهی می‌کند که نتوانسته به هانا کند. پورتر که بعد از گوش دادن به نوارها عذاب وجدان گرفته، واقعیت دربارهٔ فرهنگ نادرست موجود در لیبرتی تأیید می‌کند و هنگامی که بحث تجاوز به هانا وسط می‌آید، آن را تاییده کرده و نام برایس والکر را به عنوان متجاوز ذکر می‌کند. از آن طرف اوضاع اصلاً برای برایس خوب پیش نمی‌رود. مادر او بعد از شنیدن نوارها به پسرش بسیار مشکوک شده و حتی کلویی نیز دیگر چندان به او اعتماد ندارد. بررایس که حدس می‌زند پخش شدن نوارها کار کلی باشد به سراغ او رفته و او را تهدید می‌کند. اما از آنجا که کلی این تهدید را جدی نمی‌گیرد، دوستان برایس، کلی را در رختکن گیر آورد و تا آنجا که می‌خورد کتکش می‌زنند. همزمان جاستین که از بازگشت نزد مادرش چیزی جز سرخوردگی کسب نکرده، دوباره بیرون می‌زند اما کلی او را پیدا کرده و می‌گوید نقشه ای دارد که شاید آن‌ها را به پی بردن به پیروزی نزدیک کند. |            |                             |                    |                             |                |
| ۲۳ | ۱۰         | «بخندید، عوضی‌ها!»           | کت کندلر           | کرک مور                     | ۱۸ مه ۲۰۱۸     |
| کلی سرانجام می‌تواند مکانی را که آن عکس‌ها در آن گرفته شده‌است را پیدا کند. انباری قدیمی در پشت حیاط دبیرستان لیبرتی که برایس و دوستانش به عنوان پاتوق و برگزاری دورهمی‌هایشان از آن استفاده کند. کلی و جاستین به آن جا می‌روند تا سرنخ جدیدی پیدا کنند که ناگهان سر و کله زک دمسی پیدا می‌شود. زک جعبه ای به کلی می‌دهد که پر از عکس‌هایی است که برایس از دخترهایی گرفته که به آنجا آورده و معلوم می‌شود که این زک بوده که به‌طور ناشناس برای کلی عکس‌ها را ارسال می‌کرده‌است. وقتی کلی علت این کار او را می‌پرسد زک می‌گوید چون خودش آدم ترسویی است و از مواجه با این مشکلات می‌ترسد. تونی به جایگاه احضار می‌شود. او سعی می‌کند از هانا دفاع کند اما از آن جا که هانا به او گفته تا رازش را برملا نکند، تونی مجبور به پنهان کردن برخی چیزها می‌شود و نمی‌تواند تمامی حقایق را برملا کند. کلی به همراه جاستین و شری به بررسی عکس‌ها می‌پردازند اما چیزی که کلی پیدا می‌کند فراتر از تصوراتش است:عکسی از هانا به همراه ژاکت برایس در همان انبار. آیا برایس دربارهٔ رابطه اش با هانا حقیقت را می‌گوید؟ |            |                             |                    |                             |                |
| ۲۴ | ۱۱         | «برایس + گلویی»             | جسیکا یو           | مریسا جو سارا و تامس هیگینز | ۱۸ مه ۲۰۱۸     |
| کلی و جاستین سعی می‌کنند جسیکا را راضی کنند که با وجود عکس‌ها، مدرک خوبی علیه برایس دارند و اگر او علیه برایس شهادت بدهد همه چیز بسیار ساده‌تر خواهد شد اما جسیکا که همچنان نمی‌خواهد به‌طور علنی اعتراف کند مورد تجاوز قرار گرفته‌است، پیشنهاد آن‌ها را رد کرده و با خشم آن‌ها ترک می‌کند. بالاخره نوبت دادگاه برایس می‌رسد و او شروع به تعریف ماجرای دروغی می‌کند. برایس ادعا می‌کند که هانا خواستار رابطه با او بوده و تجاوزی در کار نبوده‌است و آن حرف‌هایی که زده‌است هم در حالت مستی بوده‌است. ماجرایی که با دروغ‌های پیش تر گفته شده مارکوس همخوانی دارد و همین هم برایس را پیروز دادگاه می‌کند. سخنان برایس در دادگاه بیش تر از همه مورد توجه کلویی قرار می‌گیرد. کلویی که چندبار علی‌رغم میل باطنی اش با برایس رابطه جنسی داشته با جسیکا حرف زده و می‌گوید که می‌خواهد در دادگاه علیه برایس شهادت بدهد. حال کلی اصلاً خوب نیست. شنیدن دروغ‌های برایس و ترس اینکه آن‌ها در پرونده بازنده باشند بر غم همیشگی اش افزوده‌است. روز بعد در دبیرستان؛ جاستین به سراغ برایس رفته و با او دعوا می‌کند که این مسئله کلی و تونی را نیز درگیر می‌کند. کلویی شهادت می‌دهد. کلی، جاستین و تونی سراسیمه به مسیر دادگاه می‌روند اما متوجه می‌شوند یک نفر شیشه ماشین را شکسته و جعبه عکس‌ها را با خود برده‌است. با تهدید برایس، کلویی شهادت خود را پس گرفته و در نبود عکس ها؛ رسماً هیچ مدرکی دربارهٔ برایس وجود ندارد. کلی که دیگر به پوچی رسیده، اسلحه ای جور کرده و به خانه برایس می‌رود تا او را بکشد و فقط جاستین است که او را از این تصمیم منصرف می‌کند. جاستین می‌گوید که با جسیکا حرف زده و او رضایت داده تا شهادت بدهد. برگ برنده دیگر دست آنهاست. |            |                             |                    |                             |                |
| ۲۵ | ۱۲         | «جعبه پلارویدها»            | جسیکا یو           | هیلی تایلر و برایان یورکی   | ۱۸ مه ۲۰۱۸     |
| این اپیزود با یک فلش بک آغاز می‌شود و نشان می‌دهد که دوستی جاستین و برایس چگونه در دوران کودکی شکل گرفته‌است. سپس داستان به زمان حال می‌آید. نوبت دادگاه جاستین است. او به جایگاه احضار شده و سخنانش باعث برملا شدن واقعیت و البته حسرت همیشگی شخصیت خودش می‌شود. جاستین می‌گوید که برایس به جسیکا تجاوز کرده و از ترس اینکه بهترین دوست، دوست دختر و البته زندگی اش را از دست بدهد به پلیس چیزی نگفته‌است. جاستین اعتراف می‌کند که مقصر است و لیاقت مجازات را دارد. کلی سرانجام از طریق یکی از دوستان برایس بنام اسکاتی که پاسخ معماهایش را پیدا می‌کند:او متوجه می‌شود کسی که همه آن‌ها را تهدید کرده، پنهانی وارد خانه اش شده و جعبه عکس‌ها را دزدیده مانتی است. نزدیک‌ترین دوست برایس و کسی که به اندازه او پایش در تمامی این ماجراها گیر است. تهدید مانتی فایده ای ندارد. او می‌گوید عکس‌ها پیش او نیست. کوین پورتر وسایلش را جمع کرده و دبیرستان لیبرتی را ترک می‌کند. دادگاه رای خود را اعلام می‌کند که بر طبق آن برایس بی گناه شناخته می‌شود. البته خوشحالی برایس چندان طول نمی‌کشد. پلیس از راه رسیده و برایس و جاستین را دستگیر می‌کند. مشخص می‌شود جسیکا بالاخره نزد پلیس رفته و از برایس شکایت کرده‌است. |            |                             |                    |                             |                |
| ۲۶ | ۱۳         | «خداحافظ»                   | کایل پاتریک آلوارز | برایان یورکی                | ۱۸ مه ۲۰۱۸     |
| برایس دیگر راه فراری از شکایت جسیکا ندارد اما نفوذ پدر او بازهم برایش مفید است و فقط باعث می‌شود تا او به سه ماه زندان همراه با عفو مشروط محکوم شود. جاستین هم به وضعیتی مشابه محکوم می‌شود. اما با این حال شکایت جسیکا و ماجراهای مربوط به دادگاه اثر لازم را می‌گذارد و برایس چاره ای نمی‌بیند جز اینکه درخواست انتقال برای یک شهر دیگر و ادامه تحصیل بدهد. داستان با پرشی چند هفته ای به جلو می‌رود. مراسم یادبودی برای هانا در کلیسا برگزار می‌شود و کلی در طی سخنرانی اش به خود و دیگران یادآور می‌شود که حضور هانا چه معجزه ای برایشان بوده و حالا چاره ای جز حسرت خوردن ندارند. مراسم رقص آخر سال فرا می‌رسد و بچه‌ها خود را آماده می‌کنند. کلی به جاستین می‌گوید از آنجا که مادر جاستین مدتی است ناپدید شده و او خانواده ای ندارد، پدر و مادر کلی می‌خواهند که او را به فرزندخواندگی قبول کنند. جاستین این پیشنهاد را قبول می‌کند اما کلی از نیمه تاریک زندگی جاستین خبر ندارد و نمی‌داند که او هنوز مصرف موارد را ترک نکرده‌است. مانتی که تایلر به خاطر بلاهایی که بر سرشان آورده مستحق مجازات می‌داند، به همراه دو دوستش تایلر را در دستشویی به شدت کتک زده و با یک چوب مورد شکنجه جسمی قرار می‌دهد. سپس مشخص می‌شود کسی که عکس‌ها را برداشته دختری بنام نینا بوده‌است، دوست صمیمی جسیکا و کسی که خودش تجربه آزار جنسی دارد. نینا عکس‌ها را می‌سوزاند. شب مراسم رقص به خوبی پیش نمی‌رود. کلویی به جسیکا می‌گوید که باردار است و کلی با شنیدن آهنگ با یاد مراسم رقص خودش با هانا افتاده و احساساتی می‌شود. همزمان تایلر که دلایل زیادی برای تنفر از مدرسه دارد، سر تا پا مسلح به سوی مراسم رقص می‌رود. کلی در جلوی در جلویش را گرفته و با او حرف می‌زند. سرانجام تایلر اسلحه را به کلی می‌دهد و خودش همراه با تونی محل را ترک می‌کند. این فصل در حالی پایان می‌پذیرد که کلی با حالی بد و در حالی که اسلحه تایلر را در دست گرفته در جلوی مدرسه ایستاده‌است و صدای آزیر ماشین پلیس از دور به گوش می‌رسد. |            |                             |                    |                             |                |

### فصل سوم (۲۰۱۹)
| شم. کلی | شم. در فصل | عنوان                                                          | کارگردان     | نویسنده              | تاریخ پخش اصلی |
| ------- | ---------- | -------------------------------------------------------------- | ------------ | -------------------- | -------------- |
| ۲۷      | ۱          | «آره، من دختر تازه‌ای هستم»                                     | مایکل موریس  | برایان یورکی، جی اشر | ۲۳ اوت ۲۰۱۹    |
| ۲۸      | ۲          | «اگر زنده هستی، دروغگو هستی»                                   | مایکل موریس  | برایان یورکی، جی اشر | ۲۳ اوت ۲۰۱۹    |
| ۲۹      | ۳          | «آدم خوب از بد را نمی‌توان تشخیص داد»                           | جسیکا یو     | برایان یورکی، جی اشر | ۲۳ اوت ۲۰۱۹    |
| ۳۰      | ۴          | «خشمگین، جوان و مرد»                                           | جسیکا یو     | برایان یورکی، جی اشر | ۲۳ اوت ۲۰۱۹    |
| ۳۱      | ۵          | «هیچ‌کس پاک نیست»                                               | برونوین هیوز | برایان یورکی، جی اشر | ۲۳ اوت ۲۰۱۹    |
| ۳۲      | ۶          | «شما می‌توانید قلب یک مرد را با او برنجانید»                    | برونوین هیوز | برایان یورکی، جی اشر | ۲۳ اوت ۲۰۱۹    |
| ۳۳      | ۷          | «مشکلاتی دربارهٔ کلی جنسن وجود دارد»                            | کوین داولینگ | برایان یورکی، جی اشر | ۲۳ اوت ۲۰۱۹    |
| ۳۴      | ۸          | «حتی در یک روز خوب در دبیرستان، نمی‌توان فهمید چه کسی با شماست» | کوین داولینگ | برایان یورکی، جی اشر | ۲۳ اوت ۲۰۱۹    |
| ۳۵      | ۹          | «همیشه منتظر خبرهای بد بعدی باشید»                             | اعلان‌نشده    | برایان یورکی، جی اشر | ۲۳ اوت ۲۰۱۹    |
| ۳۶      | ۱۰         | «دنیای در بسته»                                                | اعلان‌نشده    | برایان یورکی، جی اشر | ۲۳ اوت ۲۰۱۹    |
| ۳۷      | ۱۱         | «چیزهایی هست که به تو نگفتم»                                   | کوین داولینگ | برایان یورکی، جی اشر | ۲۳ اوت ۲۰۱۹    |
| ۳۸      | ۱۲         | «و سپس طوفان تصادف»                                            | کوین داولینگ | برایان یورکی، جی اشر | ۲۳ اوت ۲۰۱۹    |
| ۳۹      | ۱۳         | «بگذارید مرده، مرگ را دفن کند»                                 | جان تی کرچمر | برایان یورکی، جی اشر | ۲۳ اوت ۲۰۱۹    |